# Fiche
Een fiche (chip, jeton) is een schijfje of een penning die in bepaalde spelen een zekere waarde vertegenwoordigt. Fiches worden vooral veel gebruikt in gokspellen zoals roulette, maar ook wel in kaartspellen waarbij om geld gespeeld wordt zoals poker. De meest gebruikte Engelse benaming voor een fiche is een "poker chip" of gewoon "chip". Deze benaming is snel ingeburgerd geraakt onder pokerspelers.

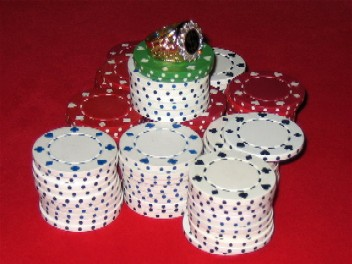
Pokerfiches

## Reden voor het gebruik van fiches
Er zijn diverse redenen waarom fiches gebruikt worden bij gokspelen in plaats van echt geld.
Fiches zijn makkelijker in gebruik dan contanten, ze zijn snel en nauwkeurig te tellen en te verdelen, wat fouten voorkomt bij uitbetaling. Dit is met name van belang bij Amerikaanse dollarbiljetten, waarvan de coupures van verschillende denominaties sterk op elkaar lijken. Casinofiches worden vaak ontworpen met sterk verschillende kleuren en labels, zodat verwisseling minder makkelijk is. Fiches kunnen bovendien uitgerust worden met beveiligingsmaatregelen, zoals UV-labels, RFID of microdots.
Een ander voordeel van fiches (vanuit het oogpunt van een casino bekeken) is dat het gebleken is dat mensen sneller gokken met fiches dan met contant geld, hoewel de fiches ook een geldelijke waarde vertegenwoordigen. Bovendien hoort het gebruik van fiches voor veel mensen bij de "casino-ervaring". In casino's hebben fiches meestal de vorm van ronde plasticschijfjes met een diameter van ongeveer 4 cm, beschikbaar in verscheidene felle kleuren, met het bedrag dat ze vertegenwoordigen (denominatie) er op gedrukt.
Ieder(e) casino(keten) gebruikt meestal zijn eigen fiches, die in andere casino's niet te gebruiken zijn. Sinds de opkomst van poker in o.a. Europa en Amerika, is het gebruik van fiches in de thuissituatie echter sterk toegenomen.
Ook bij een huiselijk spel, als men niet om geld wil spelen, kunnen fiches (of lucifers, dropjes enz.) gebruikt worden voor het bijhouden van de score van een spel. Veel spellen zijn namelijk niet interessant als er niets kan worden ingezet. Door de illusie van geld die de fiches vertegenwoordigen, wordt tevens het competitie-element versterkt. Aan het eind van het spel leveren alle spelers hun fiches weer in, zonder dat er echt geld is ingezet.
In veel bordspellen vertegenwoordigt een fiche niet een bepaald bedrag in geld, maar een bepaald voorwerp, of een recht om een actie uit te voeren. Dit soort fiches heeft meestal een vormgeving die op een of andere manier aanduidt waar de fiche voor staat.

### Kleuren
De standaardkleuren die het vaakst in poker gebruikt worden, zoals voorgeschreven door verschillende Amerikaanse casinowetgevingsinstanties:
| Denominatie (waarde) | Kleur                   | Uitzonderingen                                               |
| -------------------- | ----------------------- | ------------------------------------------------------------ |
| $0,25                | Meestal niet toepasbaar | Geel (CO); zeldzame denominatie                              |
| $0,50                | Mosterdgeel             | Roze (MO) Blauw (CO)                                         |
| $1                   | Wit                     | Ongewoon in Nevada; kan blauw, grijs of wit zijn.            |
| $2,50                | Roze                    | Blauw (MO); North Dakota schrijft voor roze voor de $2-chips |
| $5                   | Rood                    |                                                              |
| $10                  | Blauw                   | Paars (CO); ongewone denominatie                             |
| $20                  | Geel                    | Gebruikt voor Baccarat en Pai Gow Poker                      |
| $25                  | Groen                   |                                                              |
| $100                 | Zwart                   |                                                              |
| $500                 | Paars                   |                                                              |
| $1000                | Oranje                  | 'Oversized'; kan verschillen                                 |
| $5000                | Grijs                   | Alleen 'oversized'                                           |
| $10 000              | Bruin                   |                                                              |

Afgezien hiervan worden er wereldwijd talloze combinaties gebruikt.

## Pokerchips
Vanwege het Amerikaanse karakter van poker en het bijbehorende pokerjargon, wordt bij poker vrijwel alleen over chips gesproken, niet over fiches.
Pokerchips worden gemaakt van verschillende materialen. Elk materiaal heeft zijn eigen gewicht, gevoel, geluid, "stapel-eigenschappen" en geschiktheid voor chiptricks (trucjes met fiches). De meest gebruikte materialen zijn:
- plastic
- composiet (al dan niet met een metalen kern)
- clay
- keramiek
- parelmoer
- faux-clay
- metaal

Het onderscheid van pokerchips is tegenwoordig vrijwel alleen op subjectieve gronden te rechtvaardigen. Gevoel, geluid, exclusiviteit en smaak spelen een belangrijke rol. De chips die het langst meegaan zijn gemaakt van het goedkoopste materiaal: plastic/composiet. De duurste, chips van clay of keramiek, zijn het gevoeligst voor beschadigingen (voor consumenten in de praktijk weinig relevant). Hieronder volgt een opsomming van de meest gebruikte chips.

### Plastic chips
Plastic chips wegen rond de twee gram, voelen 'goedkoop' aan en zien er ook zo uit. Ze zijn vrijwel niet te stapelen, maar zijn desondanks toch duurzaam.

### Composietchips
Een stuk professioneler ogend zijn de meest verkochte chips: de composietchips, waar de populaire "dice" en "suit" chips toe behoren. Composietchips zijn gegoten en hebben een (onzichtbare) metalen kern om het gewicht van de chip te verhogen. Composietchips wegen meestal 11,5 gram of meer; zonder metalen kern wegen ze rond de 8 gram. Er zijn verschillende kleuren chips mogelijk, maar de mogelijkheden voor chips met meer dan 2 kleuren zijn beperkt. Er zijn ook composietchips te koop met een metalen munt zichtbaar in het midden: een "coin inlay".
Composietchips zijn identiek te produceren, voelen glad aan en zijn vrijwel onbreekbaar. Composiet chips worden vaak in China gemaakt en zijn relatief goedkoop, tussen $0,05 en $0,25 per stuk. Composiet hebben zijn echter geen casinokwaliteit, zoals ze veelal aangeprezen worden. Ze zijn glad en daardoor moeilijk te stapelen of voor chiptricks te gebruiken. Voor de meeste mensen zijn deze chips echter goed genoeg en brengen ze het "casinogevoel" naar de woonkamer.

### Casinokwaliteit: clay, keramiek en paarlemoer

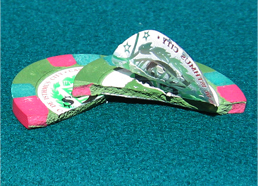
Claychip met inlay en 2-kleurige "edgespots" doormidden gebroken

Het echte gewicht van casinochips bedraagt tussen de 9 en 10 gram, niet 11,5 gram zoals vaak verkondigd wordt. Amerikaanse casino's gebruiken vrijwel altijd clay- (niet vertalen als klei) of keramische fiches. Clay- en keramische worden op hoge temperatuur geperst en bestaan uit één geheel. Naast de exclusieve oplages voor casino's, maken sommige professionele chipmakers ook series bedoeld voor de consumentenmarkt (fantasysets) van clay of keramisch materiaal. Vanwege het exclusieve karakter en het duurdere productieproces zijn deze 'high-end'-fiches veel duurder in aanschaf dan fiches van andere materialen (namelijk $0,50 tot $1,50 per chip). Europese casino's gebruikten van oudsher paarlemoeren fiches, maar gebruiken ook steeds vaker hoogwaardige Amerikaanse chips.
Clay-chips werden zeer vroeger van klei gemaakt maar waren daardoor zeer breekbaar. Tegenwoordig wordt met clay bedoeld een speciaal mengsel van kunststoffen waar een hoeveelheid kalk, zand of klei aan toe is gevoegd. De gebruikte samenstelling is geheim en verschilt per fabrikant.
Clay-chips hebben een relatief ruw oppervlak, dat na gebruik langzaam inslijt en gladder wordt. Clay-chips kunnen een vrijwel eindeloos scala aan kleuren bezitten, met meerdere kleuren per chip. Het uiterlijk van de chip wordt bepaald door: de "mold" (mal en de verschillende motieven die de vorm van de chip bepalen), de "inlay" (een gesealde sticker met waarde of foto; (optioneel) en de "edgespots" (vlekken op de rand van de chip met verschillende kleuren). Als geen inlay aanwezig is, wordt vaak een "hotstamp" gebruikt: een met hoge temperatuur geperste tekst of waarde in de chip, vaak met een zilver- of goudkleurig laagje. Een inlay-loze of 'cherry' chip is ook mogelijk en laat ruimte voor eigen drukwerk/hotstamps.
Het speciale fabricageproces zorgt dat geen enkele clay-chip precies gelijk is. Ingesleten clay-chips zijn vanwege de 'grip en gevoel' ideaal voor "chiptricks" zoals het "shufflen" van chips (2 stapels fiches in één beweging in elkaar schuiven). Nadeel van clay-chips is dat ze na veelvuldig gebruik vuil worden en zo nodig gewassen moeten worden. De mold/mal slijt langzaam uit, en bovendien zijn ze het breekbaarst van alle soorten chips. Dit blijkt in de praktijk echter weinig gevolgen te hebben. Een speciaal kenmerk van clay-chips is dat de donkere kleuren vaak beter naar voren komen als ze geolied zijn, dat wil zeggen de chips lichtjes ingewreven met een minerale olie (zoals babyolie). "Stacken" (stapelen van fiches, in pokerjargon) gaat zeer makkelijk met clays. Voor veel chipfanatici blijven clay-chips het summum van "chipbeleving". Kosten: $0,90 tot $1,50 per stuk.
NB: Veel chips worden verkocht als zijnde echte clay-chips, maar aan het gewicht (11,5 in plaats van 10 of 9 gram) en de prijs is te zien dat het meestal om composietchips gaat.
Net als bij clay-chips klopt de naam ceramic chips niet helemaal: ze zijn niet gemaakt van keramiek maar van een zeer harde kunststof van hoge dichtheid. Ze zijn meestal erg glad en voelen als porselein, maar enkele soorten zijn ruw als schuurpapier. In tegenstelling tot composietchips kunnen ceramic chips ondanks hun gladheid zeer hoog gestapeld worden. Deze chips kunnen ook bedrukt worden met fotorealistische prints, wat bij clay-chips niet mogelijk is. Keramische chips zijn zeer hard en slijtvast. Alleen de opdruk slijt op den duur (vooral aan de rand van de chip) en er kunnen bij harde vallen kleine stukjes van de chip afbreken. Bij normaal gebruik is de levensduur van zowel keramische als clay-chips vrijwel onbeperkt. Keramische chips kosten meestal tussen de $0,50 en $1,00 per stuk.
Clay of keramische chipsets zonder waardesymbolen worden meestal aangeduid als NCV (No Cash Value).
Paarlemoer is van oudsher het materiaal waar de Europese casino's mee werken. Ze zijn van kunststof met een paarlemoeren afwerking, vaak in één felle kleur als geel, paars of rood. De chips wegen meestal tussen de 3 en 5 gram, maar kosten toch rond de €0,40 per stuk.
Plaques, rechthoekige casinofiches, zijn typisch Europees en ook in paarlemoer verkrijgbaar. Ze worden enkel gebruikt voor de hoge denominaties. Het gebruik van plaques is ook in Amerika aangeslagen: een aantal fabrikanten van clay- en ceramic chips produceert ze inmiddels.
Officiële casinofiches worden gespaard en verhandeld door verzamelaars. Er bestaat een levendige handel in chips, met name in Amerika. Zeldzame oude chips van inmiddels afgebroken casino's kunnen honderden of zelfs duizenden dollars per stuk waard zijn. De originele waarde van de chip, de fabrikant van de chip, het casino waar de chip gebruikt werd, conditie en zeldzaamheid zijn hierin belangrijke factoren.

### Faux Clay-chips
De relatief nieuwe Faux Clay-fiches zijn zeer goedkope chips ($0,04) die het gevoel van echte clay-chips (proberen te) benaderen. Ze hebben het uiterlijk van een composiet chip, echter in 1 kleur en zonder "edgespots". Bovendien hebben ze een lager gewicht (9,5 gram, geen metalen kern) en een minder gladde textuur, waardoor ze minder plastic-achtig aanvoelen dan gewone composietchips.

### Metalen chips
Volledig metalen chips bestaan ook en kunnen tot wel 16 gram per stuk wegen. De kosten zijn gelijkwaardig met die van keramische chips. ($0,50 tot $0,90 per stuk)